# Erika Tophoven
 (septembre 2023).
La mise en forme du texte ne suit pas les recommandations de Wikipédia : il faut le « wikifier ».
Les points d'amélioration suivants sont les cas les plus fréquents. Le détail des points à revoir est peut-être précisé sur la page de discussion.
- Les titres sont pré-formatés par le logiciel. Ils ne sont ni en capitales, ni en gras.
- Le texte ne doit pas être écrit en capitales (les noms de famille non plus), ni en gras, ni en italique, ni en « petit »…
- Le gras n'est utilisé que pour surligner le titre de l'article dans l'introduction, une seule fois.
- L'italique est rarement utilisé : mots en langue étrangère, titres d'œuvres, noms de bateaux, etc.
- Les citations ne sont pas en italique mais en corps de texte normal. Elles sont entourées par des guillemets français : « et ».
- Les listes à puces sont à éviter, des paragraphes rédigés étant largement préférés. Les tableaux sont à réserver à la présentation de données structurées (résultats, etc.).
- Les appels de note de bas de page (petits chiffres en exposant, introduits par l'outil «  Source ») sont à placer entre la fin de phrase et le point final[comme ça].
- Les liens internes (vers d'autres articles de Wikipédia) sont à choisir avec parcimonie. Créez des liens vers des articles approfondissant le sujet. Les termes génériques sans rapport avec le sujet sont à éviter, ainsi que les répétitions de liens vers un même terme.
- Les liens externes sont à placer uniquement dans une section « Liens externes », à la fin de l'article. Ces liens sont à choisir avec parcimonie suivant les règles définies. Si un lien sert de source à l'article, son insertion dans le texte est à faire par les notes de bas de page.
- La présentation des références doit suivre les conventions bibliographiques. Il est recommandé d'utiliser les modèles {{Ouvrage}}, {{Chapitre}}, {{Article}}, {{Lien web}} et/ou {{Bibliographie}}. Le mode d'édition visuel peut mettre en forme automatiquement les références.
- Insérer une infobox (cadre d'informations à droite) n'est pas obligatoire pour parachever la mise en page.

Pour une aide détaillée, merci de consulter Aide:Wikification.
Si vous pensez que ces points ont été résolus, vous pouvez retirer ce bandeau et améliorer la mise en forme d'un autre article.
Erika Tophoven, née le 17 mai 1931 à Dessau, est une traductrice et autrice allemande.

## Biographie
Erika Schöningh grandit en Frise orientale à cause de la guerre. Elle étudie l'anglais et le français et obtient un diplôme de traductrice de l'anglais. Elle se rend à Paris en 1956 et rencontre Elmar Tophoven, qui, dans ses diverses activités, traduit également Samuel Beckett en allemand. Dès lors, Erika Schöningh s'implique dans le travail de traduction, lisant leurs résultats à Samuel Beckett. Ils se marient et ont deux fils. Erika Tophoven  traduit, parfois avec son mari, des romans, des pièces de théâtre et des pièces radiophoniques de l'anglais et du français, principalement des œuvres de Samuel Beckett et Nathalie Sarraute, ainsi que d'Hélène Cixous, Agota Kristof, Victor Segalen et Georges Simenon. Pendant sa carrière, elle anime trois programmes au NWDR.
La création du Collège européen des traducteurs à Straelen en 1978 est due à Elmar Tophoven, notamment grâce à sa persévérance. 
Après la mort d'Elmar Tophoven et Samuel Beckett en 1989, elle s'installe à Berlin. Elle a écrit un livre sur la relation de Samuel Beckett avec l'Allemagne et son voyage en Allemagne en 1936.

## Œuvres
- Mercadet ou En attendant Godeau. Honoré de Balzac. Traduction et postface d'Erika Tophoven. Maison d'édition criminelle. 2017  (ISBN 9783957321961)
- Godot derrière les barreaux. Une histoire d'imposteur . Maison d'édition criminelle . 2015  (ISBN 9783957321244)
- Années heureuses - vie de traducteur à Paris . Conversations avec Marion Gees. Berlin : Matthes & Seitz, 2011  (ISBN 978-3-88221-571-7)
- Le Berlin de Beckett . Berlin : Nicolaï, 2005
- Comptines. Comptines anglaises . Anglais allemand. Sélection et traduction par Erika Tophoven. Illustré par Louise Oldenbourg. Munich : éditeur allemand de poche, 1995
- Comptines. Comptines françaises . Français allemand. Sélection et traduction par Erika Tophoven. Illustré par Isabel Pin . Munich : Éditeur allemand de poche, 2011 (1995)